# Tessamoro
Tessamoro là một chi nhện trong họ Linyphiidae.